# バルトロメウス・スプランヘル
バルトロメウス・スプランヘル（Bartholomäus（Bartholomeus）Spranger　1546年 ‐1611年）は、ブラバント公国(現在のベルギー)の画家。北方マニエリスムの代表的な美術家。

## 生涯
生地のアントウェルペンでコルネリス・ファン・ダレム等の元で画家としての修業を積み、1565年にローマに出る。ここでマニエリスムの様式を身に付け、ローマ教皇のための仕事に従事し、神聖ローマ皇帝マクシミリアン2世に招かれてウィーンへ赴き、宮廷画家となる。後にルドルフ2世に従ってプラハに移り、以降は没するまで彼の地を本拠とした。

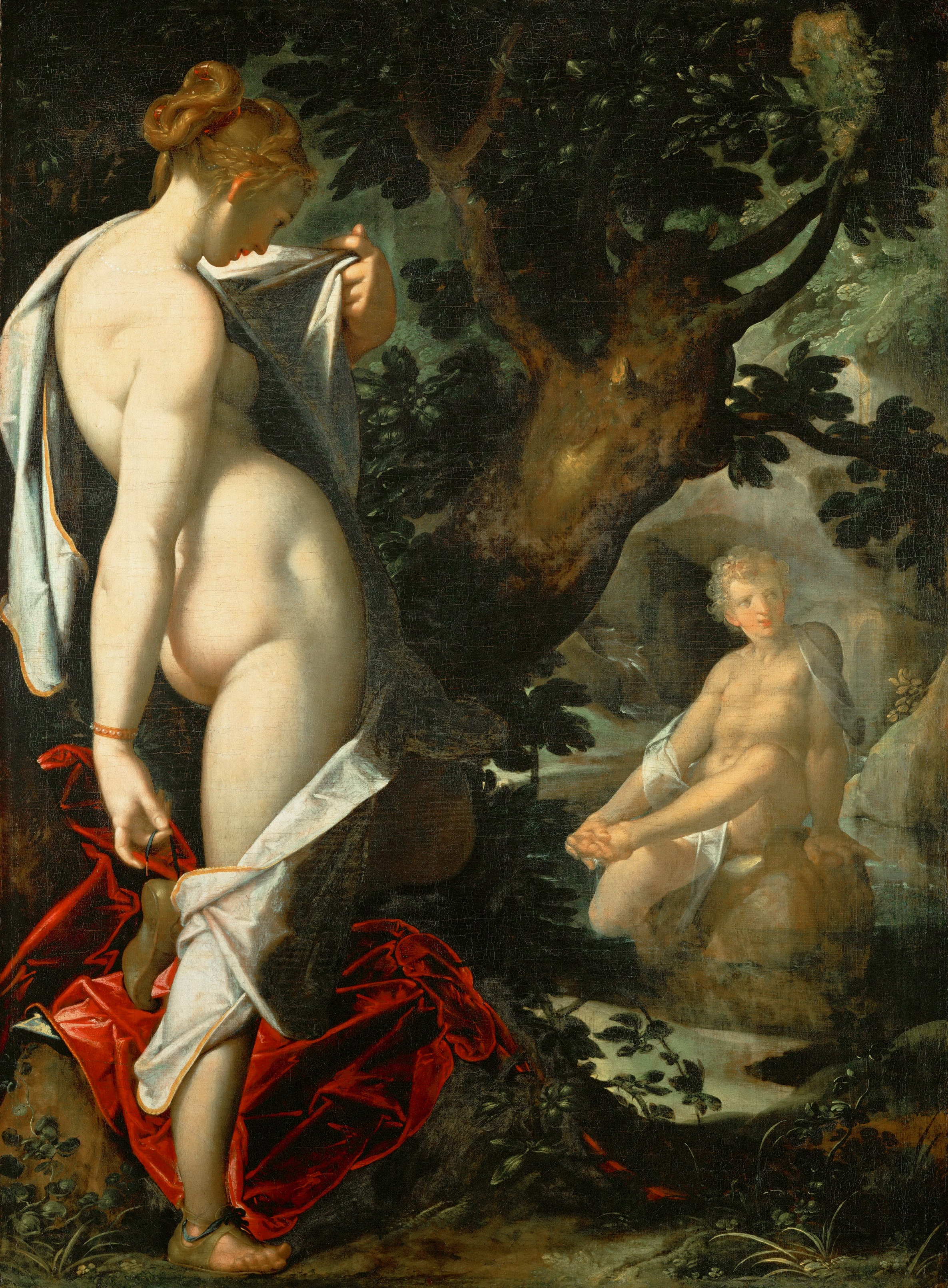
『サルマキスとヘルマフロディトス』ウィーン美術史美術館所蔵

彼の作品で特徴的なのは裸婦像の描写である。神話を主題に採りながらも、体の線を曲げて男性キャラクターを誘惑する女性像は、優美さと妖艶さで他の追随を許さない。また晩年にかけては、皇帝のコレクションに収まっていたカラッチの影響や、巧みな色彩効果でその座を掴んだ新進の宮廷画家、ハンス・フォン・アーヘンとヨーゼフ・ハインツの追い上げもあって、バロック絵画に接近した様式に画風が移っている。その意味では、マニエリスムとバロックの過渡期を生きた画家であったと言える。

## 参照
1. ↑  “Bartholomeus Spranger”.   The Metropolitan Museum of Art. 2024年6月15日閲覧。
2. ↑  “Bartholomaeus Spranger”.   The National Gallery. 2024年6月15日閲覧。